# Cot Glumpang (Lhoksukon)
Cot Glumpang is een bestuurslaag in het regentschap Aceh Utara van de provincie Atjeh, Indonesië. Cot Glumpang telt 169 inwoners (volkstelling 2010).